# Vassell
Vassell ist der Familienname folgender Personen:
- Darius Vassell (* 1980), englischer Fußballspieler
- Denton Vassell (* 1984), englischer Boxer
- Devin Vassell (* 2000), US-amerikanischer Basketballspieler
- Isaac Vassell (* 1993), englischer Fußballspieler
- Kadene Vassell (* 1989), niederländische Sprinterin
- Kyle Vassell (* 1992), englischer Fußballspieler
- Linton Vassell (* 1983), englischer Mixed-Artist
- Peter-Lee Vassell (* 1998), jamaikanischer Fußballspieler
- Tanesia Vassell (* 1981), jamaikanische Fußballnationalspielerin